# 日本出版貿易
日本出版貿易株式会社（にほんしゅっぱんぼうえき、英文名称Japan Publications Trading Co.,Ltd.）は、書籍・雑誌・雑貨・音楽映像ソフトの輸出入・卸売を行う企業。

## 主な事業
- 洋書・CD・DVDの輸入
- 日本国外の在留邦人や日本人学校向けに、日本で発行された雑誌・書籍等の販売
- 日本国外の書店・図書館・研究機関向けに、雑誌・書籍・日本語教材等の取扱い
- 日本国外向けに、日本で発売されたCD・DVDや日本の雑貨の輸出

## 沿革
- 1920年3月 - 前身の横浜商事株式会社設立
- 1942年1月28日 - 書籍・雑誌の輸出を目的に日本出版貿易創業、同年2月16日に設立登記完了、日本出版貿易株式会社設立
- 1943年6月 - 戦況悪化により、休業
- 1947年7月 - 貿易業務再開
- 1949年 - 外国書籍の輸入開始
- 1963年9月 - 東証二部上場
- 1978年7月 - 株式を東証二部から店頭管理銘柄に移行
- 1997年1月 - 株式を店頭管理銘柄から店頭登録銘柄（後のジャスダック）に移行
- 2009年7月 - 大手出版取次のトーハンを引き受け先とする第三者割当増資により、資本・業務提携を実施
- 2024年10月 - トーハンが株式公開買付けにより持株比率を64.84%とし親会社となる
- 2025年1月 - 東証スタンダード市場上場廃止。株式併合により株主がトーハン、丸善雄松堂、講談社、宮脇商事及び宮脇書店のみとなる[1]

## 事業所、関連会社・現地法人
- 本社 - 〒101-0064 東京都千代田区神田猿楽町一丁目5番15号猿楽町SSビル
- JPT流山 - 〒270-0105 千葉県流山市平方字下中谷806番1
- JPT AMERICA, INC. - アメリカ合衆国、カリフォルニア州ガーデナ市
- HAKUBUNDO, INC. - アメリカ合衆国、ハワイ州ホノルル市
- JPT EUROPE LED. - イギリス、ロンドン市内